# بمب‌گذاری در آرامگاه روح‌الله خمینی
بمب‌گذاری در آرامگاه روح‌الله خمینی، رخدادی تروریستی بود که در تاریخ ۳۰ خرداد ۱۳۸۸ روی داد. در این رویداد علاوه بر بمب‌گذار دست کم ۲ تن کشته و ۸ تن آسیب دیدند. در برخی رسانه‌ها از فردی بنام بیژن عباسی به عنوان عامل انتحاری نام برده شده‌است. ظاهراً هدف این تروریست ورود به درون آرامگاه بوده، ولی بازرسان درب ورودی شمالی، شخص بمب‌گذار را شناسایی می‌کنند. شخص بمب‌گذار نیز به سرعت خود را به کفشداری رسانده و منفجر می‌کند.